# Daniel González (futbolista argentino)
Daniel Alberto Gonzalez (Pilar, Provincia de Buenos Aires, Argentina; 26 de enero de 1991) es un futbolista argentino que se desempeña en la posición de volante por izquierda; actualmente juega en Mitre (SdE), de la Primera Nacional.

## Trayectoria

### Club Atlético Fénix
El joven volante por izquierda, reconocido simpatizante de Boca Juniors, se formó en la cantera del club Fénix. Dani jugó 156 en la Primera de este equipo entre 2008 y 2014, convirtiendo 13 goles en total. En la última temporada de la Primera B jugó 39 de los 43 encuentros anotando dos goles. Esa temporada su equipo llegó a la semifinal para obtener un ascenso a la B Nacional, pero perdieron contra Temperley quedándose con las manos vacías.

### Olimpo y Godoy Cruz
Luego de un fugaz y polémico paso por Olimpo de Bahía Blanca, donde estuvo a prueba unas semanas, Dani recalca en Godoy Cruz, donde se lo llegó a reconocer como uno de los cimientos del equipo.

### San Martín (SJ)
El 4 de julio de 2015 Daniel firma para San Martín de San Juan para cubrir el puesto de volante por izquierda, siendo Carlos Mayor, quien lo dirigió en el equipo tombino, el que lo pidió como refuerzo para el elenco sanjuanino.
A las pocas semanas de haber firmado para el conjundo verdinegro, debuta haciendo un muy buen gol ante Estudiante de La Plata para la Copa Argentina. Sin embargo su equipo termina perdiendo en la tanda de penales quedándose afuera del certamen.
El 13 de febrero de 2016 le hace un gol a Racing de larga distancia en el cilindro de Avellaneda, para la segunda fecha del torneo argentino. El partido terminó 2 a 2.

## Estadísticas

### Clubes
| Fénix Argentina | 4.ª           | 2008-11       | 89  | 5  | 0 | — | — | — | — | — | — | 89  | 5  | 0 |
| Fénix Argentina | 4.ª           | 2012-13       | 89  | 5  | 0 | — | — | — | — | — | — | 89  | 5  | 0 |
| Fénix Argentina | 5.ª           | 2011-12       | 30  | 6  | 0 | — | — | — | — | — | — | 30  | 6  | 0 |
| Fénix Argentina | 3.ª           | 2013-14       | 39  | 2  | 0 | 2 | 0 | 0 | — | — | — | 41  | 2  | 0 |
| Fénix Argentina | Total club    | Total club    | 158 | 13 | 0 | 2 | 0 | 0 | 0 | 0 | 0 | 160 | 13 | 0 |
| Godoy Cruz Argentina | 1.ª           | 2014          | 13  | 0  | 4 | — | — | — | 2 | 0 | 0 | 15  | 0  | 4 |
| Godoy Cruz Argentina | 1.ª           | 2015          | 2   | 0  | 0 | — | — | — | — | — | — | 2   | 0  | 0 |
| Godoy Cruz Argentina | Total club    | Total club    | 15  | 0  | 4 | 0 | 0 | 0 | 2 | 0 | 0 | 17  | 0  | 4 |
| San Martín (SJ) Argentina | 1.ª           | 2015          | 5   | 0  | 0 | 1 | 1 | 0 | — | — | — | 6   | 1  | 0 |
| San Martín (SJ) Argentina | 1.ª           | 2016          | 13  | 1  | 1 | — | — | — | — | — | — | 13  | 1  | 1 |
| San Martín (SJ) Argentina | Total club    | Total club    | 18  | 1  | 1 | 1 | 1 | 0 | 0 | 0 | 0 | 19  | 2  | 1 |
| Temperley Argentina | 1.ª           | 2016-17       | 12  | 0  | 0 | — | — | — | — | — | — | 12  | 0  | 0 |
| Temperley Argentina | Total club    | Total club    | 12  | 0  | 0 | 0 | 0 | 0 | 0 | 0 | 0 | 12  | 0  | 0 |
| Defensa y Justicia Argentina | 1.ª           | 2017-18       | 1   | 0  | 0 | — | — | — | 1 | 0 | 0 | 2   | 0  | 0 |
| Defensa y Justicia Argentina | Total club    | Total club    | 1   | 0  | 0 | 0 | 0 | 0 | 1 | 0 | 0 | 8   | 0  | 0 |
| Mitre Argentina | 2.ª           | 2017-18       | 11  | 1  | 0 | 1 | 0 | 0 | — | — | — | 12  | 1  | 0 |
| Mitre Argentina | 2.ª           | 2018-19       | 23  | 3  | 0 | — | — | — | — | — | — | 23  | 3  | 0 |
| Mitre Argentina | Total club    | Total club    | 34  | 4  | 0 | 1 | 0 | 0 | 0 | 0 | 0 | 35  | 4  | 0 |
| Dorados de Sinaloa · México | 2.ª           | 2019-20       | 19  | 2  | 0 | 4 | 1 | 0 | — | — | — | 23  | 3  | 0 |
| Dorados de Sinaloa · México | Total club    | Total club    | 19  | 2  | 0 | 4 | 1 | 0 | 0 | 0 | 0 | 23  | 3  | 0 |
| Nueva Chicago Argentina | 2.ª           | 2019-20       | 4   | 0  | 0 | — | — | — | — | — | — | 4   | 0  | 0 |
| Nueva Chicago Argentina | Total club    | Total club    | 4   | 0  | 0 | 0 | 0 | 0 | 0 | 0 | 0 | 4   | 0  | 0 |
| San Martín (T) Argentina | 2.ª           | 2019-20       | —   | —  | — | 1 | 0 | 0 | — | — | — | 1   | 0  | 0 |
| San Martín (T) Argentina | 2.ª           | 2021          | 27  | 1  | 3 | 0 | 0 | 0 | — | — | — | 27  | 1  | 3 |
| San Martín (T) Argentina | Total club    | Total club    | 27  | 1  | 3 | 1 | 0 | 0 | 0 | 0 | 0 | 28  | 1  | 3 |
| Total carrera | Total carrera | Total carrera | 288 | 21 | 8 | 9 | 2 | 0 | 3 | 0 | 0 | 300 | 23 | 8 |
| (1) Las copas nacionales se refiere a la Copa Argentina y Copa MX. (2) Las copas internacionales se refiere a la Copa Libertadores y a la Copa Sudamericana. |               |               |     |    |   |   |   |   |   |   |   |     |    |   |